# Astrik L. Gabriel
Astrik Ladislas Gabriel (* 10. Dezember 1907 in Fünfkirchen; † 16. Mai 2005) war ein ungarischer Historiker.
Astrik L. Gabriel trat 1926 in das Prämonstratenserkloster Jászó ein. Er studierte an der Universität Budapest und in Paris an der Sorbonne. In Budapest wurde er 1936 zum Dr. theol. promoviert. Anschließend war er dort Dozent und Direktor eines französischen Kollegs. 1947 wurde er von sowjetischen Truppen aus seinem Haus vertrieben und ging nach Paris. Noch im selben Jahr übernahm Gabriel eine Gastprofessur am Pontifical Institute of Mediaeval Studies an der University of Toronto. Ein Jahr später wurde Gabriel Professor für altfranzösische Literatur und mittelalterliche Bildungsgeschichte an der University of Notre Dame. Er nahm die amerikanische Staatsbürgerschaft an. Gabriel hatte wesentlich Anteil am Aufbau eines Mittelalter-Instituts und war von 1952 bis über seine Emeritierung hinaus in das Jahr 1975 Direktor des Instituts. Die Bibliothek wurde von ihm zu einer besonderen Forschungsstätte ausgebaut.
Gabriel gilt als Experte für die mittelalterliche Geschichte der Universitäten, insbesondere der von Paris. Für seine Darstellung „Student Life in Ave Maria College, Medieval Paris, History and Chartulary of the College“ (1955) wurde ihm 1956 der Thôrlet-Preis der französischen Académie des Inscriptions et Belles-Lettres verliehen. Gabriel erhielt 1965 für das Rechnungsbuch der englisch-deutschen Nation den Dourlans-Preis zugesprochen. Gabriel wurde Mitglied der Académie des Inscriptions et Belles-Lettres, der Medieval Academy of America, der Ungarischen Akademie der Wissenschaften und 1971 korrespondierendes Mitglied der Bayerischen Akademie der Wissenschaften. Der Erzbischof von Esztergom und Primat von Ungarn László Kardinal Lékai machte ihn zum Titularpropst der Michaelskirche auf der Margareteninsel in Budapest. Die Biblioteca Ambrosiana in Mailand verlieh ihm die Ehrendoktorwürde. Ihm wurde von Frankreich der Titel eines Offiziers des Ordre des Palmes Académiques verliehen und er wurde zum Ritter und später Offizier der Ehrenlegion ernannt. Italien machte ihn zum Commendatore nell’Ordine al Merito und Gabriel erhielt vom Papst die goldene Medaille Pro Ecclesia et Pontifice.

## Schriften
- The Paris studium. Robert of Sorbonne and his legacy. Interuniversitary exchange between the German, Cracow and Louvain universities and that of Paris in the late medieval and humanistic period. Frankfurt am Main 1992, ISBN 3-7820-0578-3.
- The University of Paris and its Hungarian students and masters during the reign of Louis XII and François Ier. Notre Dame 1986, ISBN 3-7820-0536-8.
- Student Life in Ave Maria College, mediaeval Paris. History and chartulary of the college. Notre Dame 1955.